# 有吉煕
有吉 煕（ありよし ひろし、1927年（昭和2年）11月28日 - 2009年（平成21年）6月29日）は、日本の実業家。有吉義弥の次男で、元・三菱重工業常務である。

## 略歴
- 1944年（昭和19年） - 海軍兵学校入校（第76期）。
- 1948年（昭和23年） - 旧制成蹊高校卒業。
- 1951年（昭和26年） - 東京大学卒業。同年、三菱日本重工業（現・三菱重工業）横浜造船所入社。
- 1986年（昭和61年） - 三菱重工業横浜造船所取締役所長就任。
- 1989年（平成元年） - 三菱重工業常務取締役就任。
- 1992年（平成4年） - 三菱重工業特別顧問就任。
- 1998年（平成10年） - 三菱重工業退社。

## 家族・親族
祖父は内務官僚で貴族院議員を務めた有吉忠一、父・義弥は忠一の長男で元日本郵船社長。初代中国大使の有吉明と元尼崎市長の有吉実はともに大叔父。忠一の長女は政治家の山崎巌に、三女は元建設事務次官の柴田達夫に、四女は元日本電信電話公社総裁の米澤滋に、五女は川上嘉市の次男で東宝アドセンター社長を務めた川上流二に嫁いでいるため、山崎・柴田・米澤・流二はいずれも煕の義叔父にあたる。川上嘉市の後妻（旧姓・中島）は天文学者・寺尾寿の後妻（旧姓・大野）の姪にあたるため、有吉家は川上家・中島家・大野家を通じて寺尾家とも姻戚関係で結ばれているといえる。長女は有吉歌子。